# Marienmünster (Kempten)

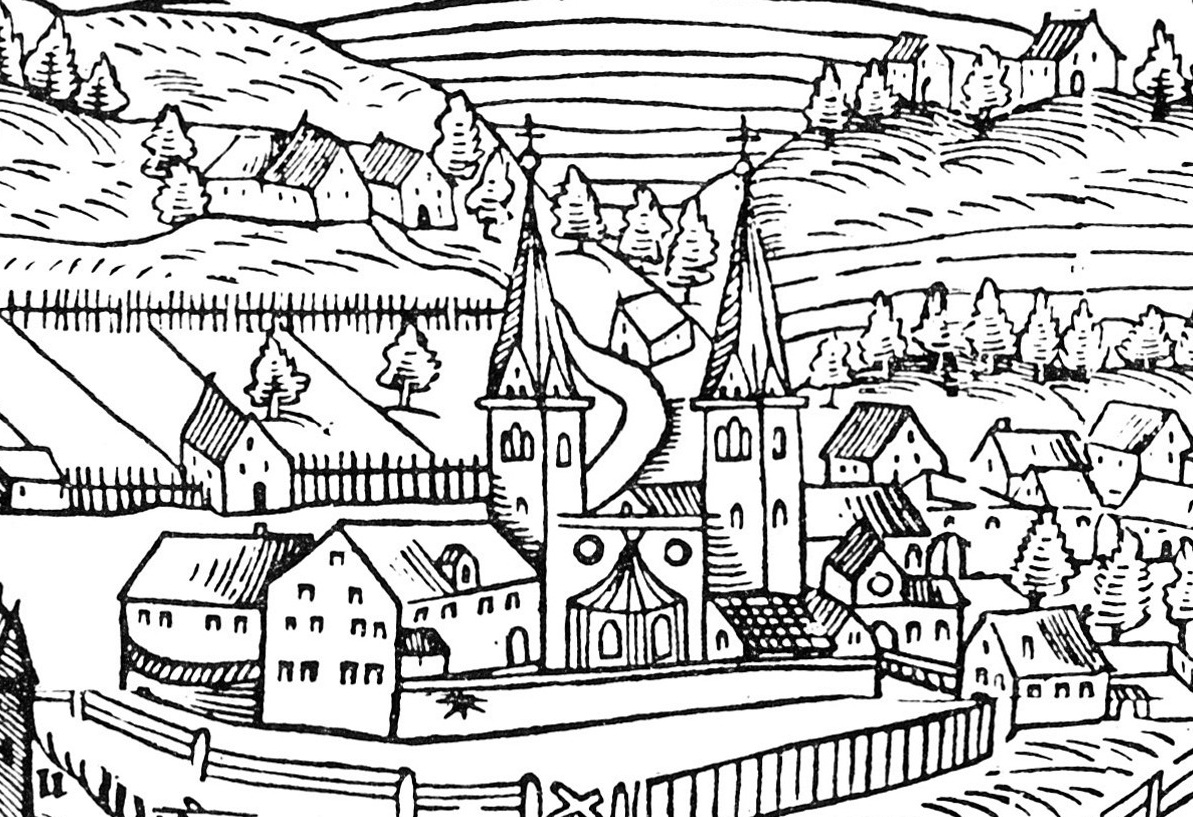
Darstellung des Marienmünsters auf einer Stadtansicht von 1569

Das Marienmünster (auch St. Marien oder St. Maria) in Kempten (Allgäu) war eine romanische Kloster- und Stiftskirche des Fürststifts Kempten. Die detaillierte Baugeschichte ist unbekannt, auch über das Aussehen des Münsters ist kaum etwas bekannt. Als Seitenkapelle in der Kirche oder in der Nähe befand sich die Hildegardkapelle. Östlich der Klosterkirche ist auf alten Stadtansichten die Nikolauskapelle sichtbar.
Das an der Ostfront des Klosters angefügte Münster war dreischiffig mit einem Querschiff im Westen und einem Turmpaar im Osten. An das Marienmünster schloss südlich ein romanischer Kreuzgang an.

## Geschichte
Geweiht wurde die Klosterkirche durch den Augsburger Bischof Wikterp. Im Jahr 1026 ist ein Brand des Klosters überliefert, bei dem auch die Kirche Schaden trug. Die doppeltürmige Kirche ist auch auf stiftkemptischen Münzen aus der Zeit von 1170/80 dargestellt. Die gotischen Helme des Turmpaars entstanden wohl durch einen Neu- oder Umbau im Jahr 1382 nach einem Brand von 1361. Während des Dreißigjährigen Krieges wurde die Kirche im Jahr 1632 zerstört und nicht wiedererrichtet.
Auf dem Gelände der zerstörten Kirche entstand dann die Fürstäbtliche Residenz, 1959 wurden an den Grundmauern der Residenz die Reste des Ostchores entdeckt. Im Bereich der alten Klosterkirche wurden zahlreiche Gräber, teilweise frühmittelalterliche Steinkistengräber, entdeckt.
Eine in Chroniken überlieferte Weihe durch den Papst Hadrian I. im Jahr 777 gilt als widerlegt bzw. als Fälschung, da sich dieser Papst nie nördlich der Alpen aufgehalten hat.